# Клейман, Ярослав Борисович
Ярослав Борисович Клейман (род. 31 августа 1970, Иваново) — российский самбист и дзюдоист, чемпион России и мира по самбо, мастер спорта России международного класса. Первый спортсмен из Иваново, ставший чемпионом мира.

## Биография
Отец — мастер ФИДЕ по шахматам Борис Моисеевич Клейман (1940—2014), инженер-теплоэнергетик.
Увлёкся самбо в 1982 году в спорткомплексе завода автокранов. Его первым тренером был заслуженный тренер РСФСР Аркадий Маркович Машкауцан. В 1986 году Клейман выиграл всесоюзный турнир в Риге, тем самым выполнив норматив мастера спорта СССР. На тот момент ему исполнилось 15 лет и 8 месяцев — он был самым молодым мастером спорта по самбо в стране. Инженер-механик, выпускник Ивановского химико-технологического института 1992 года. Работал в своей альма-матер на кафедре физвоспитания. Победитель Панамериканских игр и открытого чемпионата США 1995 года. Победитель Маккабиады 1997 года.

## Спортивные результаты
- Чемпионат России по самбо 1994 года — ;